# Drosophila fasciola
Drosophila fasciola este o specie de muște din genul Drosophila, familia Drosophilidae, descrisă de Samuel Wendell Williston  în anul 1896. Conform Catalogue of Life specia Drosophila fasciola nu are subspecii cunoscute.